# Петсі Кенсіт
Пе́тсі Ке́нсіт (англ. Patsy Kensit; *4 березня 1968, Лондон) — англійська акторка і співачка.

## Біографія
Народилася 4 березня 1968 року у Лондоні. Її батько був букмекером в лондонському районі Іст-Енд. Йому вдалося підписати контракт на виступ 4-річної Петсі в ролі однієї з дітей акторки Міа Ферроу в екранізації роману Френсіса Скотта Фіцджеральда «Великий Гетсбі». Цей факт ще дивніший, бо стрічка була не англійська, а американська. Після появи Петсі у стрічці, яка здобула два «Оскари», подальша дорога для неї була відкрита.
1976 року Петсі Кенсіт виконала головну роль і з'являється поруч з трьома легендами світового кіно, акторками Елізабет Тейлор, Джейн Фонда та Авою Гарднер, в екранізації відомої казки Метерлінка «Синій птах». Це була перша спільна радянсько-американська стрічка, її зйомки проходили у Ленінграді. На жаль, цей перший досвід співпраці в галузі кіно між країнами-суперницями виявився невдалим. Втім, провал фільму «Синій птах» ніяк не вплинув на кар'єру Петсі. В 9 років вона рекламувала на телебаченні морожені персики. Авторами тих рекламних телероликів були тепер добре відомі кінорежисери Едріан Лайн та Тоні Скотт.
Від 14 до 16 років Петсі Кенсіт виступала в рок-гурті Eight Wonders («Вісім чудес»), керівником якого був її старший брат Джеймс. Гурт навіть мав у чартах один хіт під назвою «I'm Not Scared» («Я не боюся»). Участь у рок-русі допомогла 18-річній Кенсіт отримати першу дорослу головну роль у кіномюзиклі «Абсолютні початківці», головну чоловічу роль у якому виконував Девід Боуї. Це була зроблена у чудовому темпі історія з життя лондонських підлітків наприкінці 1950-х. Після ролі у стрічці преса стала називати її «інтригуючим коктейлем секс-привабливості та невинності», «новою Лолітою», «англійським відповідником Мадонни» чи «новою Бріжіт Бардо».
Використовуючи всі шанси, не відмовлялася від зйомок у фільмах класу «Б» (часто у ню сценах, як в еротичній стрічці «Двадцять один рік»), у фільмах інших країн (наприклад, німецькій стрічці «Шкіпер»). Вона зіграла з Мелом Гібсоном у високобюджетному бойовику «Смертельна зброя — 2». Зараз Петсі має контракт зі студією Діснея (півмільйона доларів за одну кінороль), тому з'являється як у британських фільмах, так і американських. Хоча в США вона менш відома, ніж на батьківщині. Розпочавши кар'єру роллю доньки Міа Ферроу у стрічці «Великий Гетсбі», 1995 року вона втілила саму Ферроу у біографічному міні-телесеріалі «Міа: Дитя Голлівуду».

## Особисте життя
У 1988 році одружилася з лідером рок-гурту Big Audio Dynamite Деном Донованом. 1992 року одружилася з лідером іншого відомого британського рок-гурту Simple Minds Джимом Керром. Маючи намір вести помірковане життя, в другому шлюбі народила сина Джеймса, поселилася в Ірландії, подалі від гомону великосвітського життя. Через кілька років познайомилася з лідером найпопулярнішого британського рок-гурту 1990-х Oasis Ліамом Галлагером. Це призвело до розлучення з Керром та шлюбу з Ліамом у 1997 році. Вони були чи не найпопулярнішою подружньою парою британського шоу-бізнесу, настільки ж славетною та скандальною, як Мік Джеггер та Маріанна Фейтфулл у 1960-х роках.
Переконана вегетаріанка.

## Фільмографія
- 1974 — «Великий Гетсбі» (The Great Gatsby)
- 1975 — «Любий Алфі» (Alfie Darling)
- 1976 — «Синій птах» (The Blue Bird)
- 1979 — «Вулиця Ганновер» (Hanover Street)
- 1985 — «Сайлас Марнер» (Silas Marner)
- 1986 — «Абсолютні початківці» (Absolute Beginners)
- 1988 — «Хор несхвалення» (A Chorus of Disapproval)
- 1989 — «Смертельна зброя-2» (Lethal Weapon 2)
- 1990 — «В яблучко!» (Bullseye!)
- 1990 — «Чикаго Джо та стриптизерка» (Chicago Joe and the Showgirl)
- 1990 — «Блакитне торнадо» (Blue Tornado)
- 1990 — «Шкіпер/Смертельне плавання» (Der Skipper/Kill Cruise)
- 1991 — «Чи це означає, що ми одружені?» (Does This Mean We're Married?)
- 1991 — «Двадцять один рік» (Twenty-One)
- 1991 — «Бомба з годинниковим механізмом» (Timebomb)
- 1992 — «У всьому винен розсильний» (Blame It on the Bellboy)
- 1993 — «Повне затемнення» (Full Eclipse)
- 1993 — «Гіркі жнива» (Bitter Harvest)
- 1994 — «Поворот гвинта» (Turn of the Screw)
- 1995 — «Клептоманія» (Kleptomania)
- 1995 — «Mia — Дитя Голлівуда» (Mia — Child of Hollywood) телесеріал
- 1995 — «Янголи і комахи» (Angels & Insects)
- 1996 — «Благодать мого серця» (Grace Heart)